# 梅滕
梅滕是德国巴伐利亚州的一个市镇。总面积11.96平方公里，总人口4373人，其中男性2196人，女性2177人（2011年12月31日），人口密度366人/平方公里。该镇环绕着始建于766年的梅滕修道院而建。